# Bray-sur-Seine
Bray-sur-Seine je francouzská obec v departementu Seine-et-Marne v regionu Île-de-France. V roce 2010 zde žilo 2 397 obyvatel.

## Vývoj počtu obyvatel
Počet obyvatel 